# Philip Myers (Zoologe)
Philip „Phil“ Myers (* 10. Juni 1947 in Baltimore, Maryland) ist ein US-amerikanischer Mammaloge und Hochschullehrer.

## Leben
Myers erlangte im Jahr 1969 den Bachelor of Arts mit Auszeichnung in Zoologie am Swarthmore College in Swarthmore, Pennsylvania, wo er Mitglied in den Organisationen Phi Beta Kappa und Sigma Xi war. 1975 wurde er mit der Dissertation Patterns of reproduction of four species of South American bats an der University of California, Berkeley zum Ph.D. in Zoologie promoviert. Von 1969 bis 1972 sowie im Jahr 1974 war er kuratorischer Assistent am Museum of Vertebrate Zoology der University of California, Berkeley. Im Frühjahr 1974 war er Lehrassistent an der Abteilung für Zoologie der University of California, Berkeley. Von 1976 bis 1982 war er Assistant Professor und Assistenzkurator für Säugetiere am Museum of Zoology der University of Michigan. Von 1982 bis 2008 war er außerordentlicher Professor und außerordentlicher Kurator für Säugetiere am Museum of Zoology der University of Michigan. 1988 wurde er wissenschaftlicher Mitarbeiter am American Museum of Natural History. Von 2009 bis 2010 war er leitender Direktor der biologischen Station der University of Michigan. Von 2008 bis 2012 war er ordentlicher Professor für Ökologie und Evolutionsbiologie sowie Kurator an der Säugetierabteilung der University of Michigan. Seit 2014 ist er emeritierter Professor und Kurator an der University of Michigan. 
Myers forscht über die Evolution und Ökologie von Säugetieren. Dabei konzentriert er sich auf die Naturgeschichte, Populationsbiologie und Biosystematik von Kleinsäugern, insbesondere von Fledermäusen, Nagetieren und Insektenfressern. Sein Forschungsschwerpunkt gilt vornehmlich den Arten der Neotropis aber auch heimischen Arten in Michigan sowie deren Reaktion auf den Klimawandel. Neben seiner Forschungstätigkeit arbeitet Myers als Berater beim Online-Projekt Animal Diversity Web der University of Michigan.
Während seiner zoologischen Expeditionen bereiste Myers Nicaragua, Panama, Costa Rica, die Galapagosinseln, Paraguay, Peru, Nepal, Pakistan, Suriname, Borneo und die Dominikanische Republik.
Myers gehört zu den Erstbeschreibern der Mäusearten Akodon juninensis, Akodon kofordi, Akodon siberiae, Andalgalomys pearsoni und Oligoryzomys chacoensis.

## Dedikationsnamen und Ehrungen
2005 benannten Ulyses F. J. Pardiñas und seine Kollegen die Myers-Graslandmaus (Akodon philipmeyersi) zu Ehren von Philip Meyers. 1999 wurde Myers von der American Society of Mammalogists mit dem Joseph Grinnell Award ausgezeichnet.